# Трудове (Вознесенський район)
Трудове́ — село в Україні, у Дорошівській сільській громаді Вознесенського району Миколаївської області. Населення становить 178 осіб. Колишній орган місцевого самоврядування — Мічурінська сільська рада.